# Rasa Leleivytė
Rasa Leleivytė (Vilna, 14 de octubre de 1988) es una ciclista profesional lituana. Debutó como profesional en 2008 tras conseguir el Campeonato de Lituania en Ruta y el tercer puesto en el Campeonato Europeo en Ruta sub-23, cuando aún era amateur, en 2007.

## Trayectoria deportiva
En 2005 y 2006 destacó en el Campeonato Mundial en Ruta de categoría juvenil (3.ª en 2005 y ganadora en 2006) lo que la dio acceso a correr con la Selección de Lituania más carreras internacionales en 2007, incluyendo las puntuables para la Copa del Mundo de las cuales acabó las 2 primeras que corrió con 19 años y sin ser aún profesional. En ese año 2007 fue Campeonato de Lituania en Ruta y 3.ª en el Campeonato Europeo en Ruta sub-23 lo que la dio acceso al profesionalismo en 2008 en un equipo italiano -de hecho siempre ha estado en equipos italianos o italo-lituanos-.
En 2008 se hizo con el Campeonato Europeo en Ruta sub-23 e hizo 3.ª en el G. P. Carnevale d'Europa, además ganó algunas pruebas amateur en Italia. Posteriormente destacó su progresión en el Mundial en Ruta en el que consiguió situarse en el top-10 en el 2010 y 2011, además en 2010 consiguió victorias en 3 carreras internacionales- hasta ese momento, en categoría absoluta, solo había destacado en Campeonatos de Lituania en Ruta-.
Esa progresión se vio frenada por un control antidopaje positivo por EPO, tras quedar 13.ª en el Giro de Italia Femenino 2012, que además supuso que su país no pudiese acudir con representación al prueba en ruta de los Juegos Olímpicos de Londres 2012 en la que ella había sido la seleccionada por Lituania para acudir a la prueba. La ciclista tuvo que pagar 5.040 euros de sanción económica y dos años de suspensión deportiva que finalizó el 13 de julio de 2013.
Nada más acabar la sanción volvió al equipo donde estaba, el Vaiano, aunque realmente no volvió a competir hasta 2015 aunque sin destacar en demasía -3.ª en el Gran Premio Cham-Hagendorn 2015 como mejor resultado y algún top-10 aislado- también comenzó a ser, de nuevo, una de las habituales en el Giro de Italia Femenino y en el Mundial en Ruta.

## Palmarés
2007 (como amateur)
- Campeonato de Lituania en Ruta
- 3.ª en el Campeonato Europeo en Ruta sub-23

2008
- Campeonato Europeo en Ruta sub-23

2009
- Campeonato de Lituania en Ruta

2010
- 1 etapa del Tour de Catar Femenino
- G. P. Comune di Cornaredo
- 3.ª en el Campeonato de Lituania en Ruta
- Trophée d'Or Féminin

2011
- Campeonato de Lituania en Ruta

2017
- 2.ª en el Campeonato de Lituania en Ruta

2018
- Campeonato de Lituania en Ruta
- Giro de Emilia Femenino

2021
- 3.ª en el Campeonato Europeo en Ruta

2022
- Campeonato de Lituania en Ruta

2023
- 3.ª en el Campeonato de Lituania en Ruta
- 1 etapa del Giro de la Toscana-Memorial Michela Fanini

2024
- 2 etapas del Giro de la Toscana-Memorial Michela Fanini

## Resultados en Grandes Vueltas y Campeonatos del Mundo
Durante su carrera deportiva ha conseguido los siguientes puestos en las Grandes Vueltas femeninas y en los Campeonatos del Mundo en carretera:
| Carrera         | Carrera         | 2007 | 2008 | 2009 | 2010 | 2011 | 2012 | 2013 | 2014 | 2015 | 2016 | 2017 | 2018 | 2019 | 2020 | 2021 | 2022 | 2023 | 2024 |
| --------------- | --------------- | ---- | ---- | ---- | ---- | ---- | ---- | ---- | ---- | ---- | ---- | ---- | ---- | ---- | ---- | ---- | ---- | ---- | ---- |
|                 | Giro de Italia  | —    | 59.ª | —    | 64.ª | 31.ª | 13.ª | —    | —    | 47.ª | 20.ª | 28.ª | 82.ª | 72.ª | 49.ª | 55.ª | 25.ª | 75.ª | —    |
|                 | Tour de l'Aude  | —    | —    | —    | 62.ª | X    | X    | X    | X    | X    | X    | X    | X    | X    | X    | X    | X    | X    | X    |
|                 | Tour de Francia | —    | —    | —    | X    | X    | X    | X    | X    | X    | X    | X    | X    | X    | X    | X    | —    | —    | —    |
| Mundial en Ruta | Mundial en Ruta | 77.ª | 81.ª | 32.ª | 8.ª  | 9.ª  | —    | —    | —    | 35.ª | 19.ª | 16.ª | 11.ª | 83.ª | 16.ª | 54.ª | 59.ª | 71.ª | Ab.  |

—: no participa

Ab.: abandono

X: ediciones no celebradas

## Equipos
- S.C. Michela Fanini Record Rox (2007-2008)
- Safi-Pasta Zara (2009-2010)
  - Safi - Pasta Zara - Titanedi (2009)
  - Safi-Pasta Zara (2010)
- Vaiano (2011-2012, 2015-2025)
  - Vaiano-Solaristech (2011)
  - Vaiano-Tepso (2012)
  - Vaiano-Fondriest (2014)[7]
  - Aromitalia-Vaiano (2015-2025)